# The Betrayal (film, 1948)
Pour plus de détails, voir Fiche technique et Distribution.
The Betrayal est un film américain réalisé par Oscar Micheaux, sorti en 1948. Le film est considéré comme perdu.

## Synopsis
Martin Eden, un fermier afro-américain prospère vivant dans le Dakota du Sud, est amoureux de Deborah Stewart mais pensant qu'elle est blanche, ses chances sont minces. En réalité, elle l'aime aussi mais n'ose pas lui révéler ses sentiments. Martin se rend à Chicago pour chercher une épouse et après un rendez-vous infructueux dans un cabaret chanteur, il renoue avec une ex-petite amie qui lui présente Linda. Ils tombent amoureux et se marient puis retournent vivre à la ferme de Martin. Le couple devient parents mais leur bonheur est de courte durée lorsque le père pathologiquement jaloux de Linda la convainc que Martin est meurtrier. Elle fuit la ferme avec leur enfant et retourne à la ville des vents. Martin l'y retrouve mais se fait abattre par Linda lors d'un combat. Au même moment, Deborah découvre ses origines afro-américaine et décide de retrouver son amour. Elle rencontre Linda et lui explique son histoire, qui accepte de divorcer pour que Martin puisse épouser Deborah. Linda donne également son enfant à Deborah pour qu'elle l'élève. Martin et Deborah retournent chez eux, tandis que Linda tue son père pour se venger de son rôle dans la destruction de son mariage.

## Fiche technique
- Réalisateur et scénariste : Oscar Micheaux
- Musique : Alfonso Corelli
- Directeur de la photographie : Marvin W. Spoor
- Producteurs : Oscar Micheaux
- Sociétés de production :
- Genre : Film dramatique
- Format : Noir et blanc
- Durée : 183 minutes
- Date de sortie :
  - États-Unis : 24 juin 1948

## Distribution
- William Byrd as Jack Stewart
- Leroy Collins as Martin Eden
- Verlie Cowan as Linda
- Frances De Young as Mrs. Bowles
- Vernon B. Duncan as Duval
- Edward Fraction as Nelson Boudreaux
- Harris Gaines as Dr. Lee
- Jessie Johnson as Preble
- Barbara Lee as Jessie
- Yvonne Machen as Terry
- Arthur McCoo as Joe Bowles
- Vernetties Moore as Eunice
- Alice B. Russell as Aunt Mary
- Myra Stanton as Deborah
- Lou Vernon as Ned Washington